# Carl Ludwig
Carl Ludwig (1816-1895) var en tysk læge og fysiolog. Han gjorde flere vigtige opdagelser. Den vigtigste er formentlig den, at nyrernes dannelse af urin ud fra blodet er en proces, der foregår i to trin: filtration og reabsorption. Denne teori fremførte han i 1842 i et habilitationsskrift i forbindelse med afslutningen af medicinstudiet.

## Biografi
Carl Ludwig blev født den 29. december 1816 i den lille by Witzenhausen i Hessen (Tyskland). Faderen Friedrich Ludwig (1781-1843) var søn af en Købmand fra Kassel. Han var kavalleriofficer 1804-16. Han deltog i Napoleonskrigene og blev såret og dekoreret. I 1810 giftede han sig med Christiane Nagel (død 1853). Parret fik i alt otte børn, hvoraf de to døde som små. Carl Ludwigs bror Rudolph Ludwig blev geolog og fabriksinspektør. Heinrich Ludwig blev maler og kunsthistoriker.
Carl Ludwig studerede medicin ved universitetet i Marburg 1834-39. Efterfølgende var han tilknyttet det Fysiologiske institut i Marburg, hvor han arbejdede sammen med kemikeren Robert Wilhelm Bunsen (1811-99) i dennes laboratorium. Samarbejdet med Bunsen inspirerede ham til at arbejde med fysiologi ud fra en grundlæggende teori om, at fysikkens og kemiens principper skulle anvendes til forståelsen af kroppens organer og de processer, der foregår i dem. Denne tilgang til fysiologien blev kendetegnende for Ludwig som forsker og han ydede et væsentligt bidrag til lægevidenskaben ved at være tilhænger af og forkæmper for en materialistisk eksperimental-fysiologi og modstander af vitalisme og anden naturfilosofisk spekulation.
I 1842 udgav Ludwig, i forbindelse med sin tiltræden af stillingen som prosektor ved det Anatomiske institut i Marburg, sit habilitationsskrift De viribus physicis secretionem urinae adjuvantibus (om de fysiske kræfters medvirken ved udskillelse af urin). Skriftet udkom på tysk i 1844 under titlen Nieren und Harnbereitung (Nyrerne og Urindannelsen). Skriftet mødte en del modstand i sin samtid, men blev senere en slags grundlov for den moderne nyrefysiologi.
I dette skrift brød Ludwig med den gamle teori fra renæssancen om, at nyrerne var en kirtel ligesom eksempelvis spytkirtlerne og urinen et sekret ligesom spyt. I stedet for hævdede han, at urinen var et filtrat dannet ved hjælp af blodtrykket. Han forklarede dette ud fra fysikkens love, det hydrostatiske tryk i de små blodkar (kapillærer) og disse kars histologiske opbygning (gennemtrængelighed for væske). Han beskrev, at filtratet herefter transporteres gennem nyrernes rørsystem (tubuli) og at der undervejs foregår en reabsorption (genoptagelse af væske) ved hjælp af en proces, som han noget unøjagtigt kaldte endosmose. Reabsorptionens mekanisme ved hjælp af aktiv transport blev først for alvor klarlagt mange år senere i midten af det 20. århundrede. Ludwigs teori blev heftigt kritiseret af og til dels nedgjort af bl.a. Rudolf Heidenhain (de) (1834-97) og først endeligt anerkendt posthumt i 1920erne.
Ludwig var allerede i sine studenterår engageret i den liberale og nationale bevægelse, der ønskede demokrati og et forenet Tyskland. Derfor havde han svært ved at opnå et professorat. Det fik han imidlertid i 1849 ved universitetet i Zürich, hvor han blev professor i anatomi og fysiologi. Året forinden havde han giftet sig med Christiane Endemann og sammen fik de to børn. I 1855 blev Ludwig professor i zoologi og fysiologi ved Josephinum (Joseph-Akademiet) i Wien. Her udviklede han en blodgaspumpe og lavede undersøgelser af blodets indhold af ilt og kuldioxid og han udgav sin lærebog i fysiologi Lehrbuch der Physiologie des Menschen.
I 1865 inviterede kongen af Sachsen ham til Leipzig, hvor han oprettede en efter tiden meget moderne Fysiologisk Anstalt med forskellige forsøgslokaler. Her beskæftigede han sig med kredsløbsstudier. I Leipzig blev han et etableret navn og berømt fysiolog og læger fra hele verden kom rejsende til stedet for at studere under ham. Blandt gæsterne var den danske læge og professor i fysiologi Christian Bohr (1855-1911). I foråret 1895 blev Ludwig syg af bronkitis og siden en blodprop i hjertet. Han døde den 27. april 1895.

## Videnskabelige indsatser
- 1842 Fremsætter teorien om, at nyrens urinproduktion er en proces i to trin: 1. Filtration og 2. Reabsorption.
- 1843 Måler blodtrykket i vena cava, arteria pulmonalis og aorta
- 1846 Måler trykket i pleura (lungehinden)
- 1846 Opfinder kymografen
- 1849 Påviser at spytkirtlens spytsekretion foregår efter stimulus fra nervesystemet
- 1850 Fremsætter teori om, at lymfevæsken dannes ved filtration af blodet
- 1859 Opfinder blodgaspumpe til undersøgelse af blodets indhold af ilt og kuldioxid
- 1866 Finder metode til at udtage organer fra forsøgsdyr og holde disse levende og tilgængelige for studier i nogle timer
- 1867 Opfinder et "stromuhr" til måling af blodgennemstrømningen over tid i forskellige organer
- 1875 Måler Blodtrykket i kapillærerne

## Ludwigs vigtigste publikationer
1. Ludwig, Carl. Nieren und Harnbereitung. I: Wagner, R. Handwörterbuch der Physiologie, 1844.
2. Ludwig, Carl. Lehrbuch der Physiologie des Menschen. Heidelberg: C. F. Wintersche Verlagshandlung, 1861.